# Sternoharpya
Sternoharpya is een kevergeslacht uit de familie van de boktorren (Cerambycidae). De wetenschappelijke naam van het geslacht werd voor het eerst geldig gepubliceerd in 1913 door Aurivillius.

## Soorten
Sternoharpya is monotypisch en omvat slechts de volgende soort:
- Sternoharpya stictica Aurivillius, 1913